# Out to Every Nation
Out to Every Nation è il terzo album del cantante hard rock norvegese Jørn Lande, pubblicato nel 2004 con lo pseudonimo Jorn.
Questo disco vanta la collaborazione del bassista Magnus Rosén (ex - HammerFall)  e del chitarrista dei Pagan's Mind Jørn Viggo Lofstad, con cui il sodalizio durerà fino al presente; alla batteria troviamo Stian Kristoffersen che accompagnerà saltuariamente gli Jorn nell'arco della loro carriera, mentre per il tastierista Ronny Tegner (Pagan's Mind) questa sarà la prima e unica collaborazione con la band.
Tutte le tracce del disco sono state scritte a 4 mani da Lande con il chitarrista Lofstad.

## Tracce
1. Young Forever – 4:54
2. Out to Every Nation – 4:23
3. Something Real – 5:40
4. Living with Wolves – 3:53
5. Vision Eyes – 4:11
6. One Day We Will Put Out the Sun – 6:25
7. Behind the Clown – 4:15
8. Rock Spirit – 4:36
9. Through Day and Night – 4:43
10. When Angel Wings Were White – 7:03

### Tracce bonus
1. Big – 3:41
2. Young Forever (radio edit) – 4:55
3. Out to Every Nation (radio edit) – 4:24
4. Living with Wolves (radio edit) – 3:58

## Band
- Jørn Lande - Voce
- Jørn Viggo Lofstad - Chitarre
- Magnus Rosén - Basso
- Stian Kristoffersen - Batteria
- Ronny Tegner - Tastiere